# Impatiens oumina
Impatiens oumina är en balsaminväxtart som beskrevs av N. Halle. Impatiens oumina ingår i släktet balsaminer, och familjen balsaminväxter. Inga underarter finns listade i Catalogue of Life.